# Big Deal
Big Deal é o álbum de estréia da banda goiana, Black Drawing Chalks

## Faixas
1. "Big Deal" - 4:12
2. "Rising Sun In The Purple Sky Morning" - 3:22
3. "Help Me" - 2:39
4. "Holiday" - 3:59
5. "Everything Is Gonna Be Fine" - 3:44
6. "High And Smashed" - 4:15
7. "A Place To Hide This Gold" - 4:34
8. "Legs Don't Lie" - 2:37
9. "Little Story" - 4:21
10. "Suicide Girl" - 4:39